# PGC 62885
LEDA/PGC 62885 ist eine Linsenförmige Galaxie vom Hubble-Typ S0 im Sternbild Pfau am Südsternhimmel. Sie ist schätzungsweise 156 Millionen Lichtjahre von der Milchstraße entfernt und hat einen Durchmesser von etwa 105.000 Lichtjahren. Vom Sonnensystem aus entfernt sich das Objekt mit einer errechneten Radialgeschwindigkeit von näherungsweise 3.600 Kilometern pro Sekunde.
Sie bildet gemeinsam mit sieben weiteren Mitgliedern die Lyons Groups of Galaxies LGG 426 um NGC 6753. Im selben Himmelsareal befinden sich unter anderem die Galaxien NGC 6758, IC 4829, PGC 62857, PGC 62910.